# Acrolophus diachelota
Acrolophus diachelota är en fjärilsart som beskrevs av Edward Meyrick 1931. Acrolophus diachelota ingår i släktet Acrolophus och familjen Acrolophidae. Inga underarter finns listade i Catalogue of Life.